# Ассириска Фёренинген
«Ассириска Фёренинген» (ассир.: ܚ.ܐܬܘܪܝܐ, швед. Assyriska Fotbollsföreningen) — шведский футбольный клуб из города Сёдертелье. Основан в 1974 году потомками ассирийцев, бежавших из Османской империи во время геноцида 1915 года.
За время своего существования прошёл все лиги шведского регулярного чемпионата. В сезоне 2005/2006 годов играл в высшей лиге — Allsvenskan, выступление клуба запомнилось победой со счетом 3:0 над одной из сильнейших команд Швеции — «ИФК Гётеборг». 
Финалист Кубка Швеции 2003 года.
Выступления в чемпионате Швеции
| Год  | Лига                       | Место | Примечание |
| ---- | -------------------------- | ----- | --- |
| 1993 | Division 1 Norra           | 14    | Выбыли в Division 2 |
| 1994 | Division 2 Västra Svealand | 1     | Прошли в Division 1 |
| 1995 | Division 1 Norra           | 12    | Выбыли в Division 2 |
| 1996 | Division 2 Västra Svealand | 1     | Вышли в Division 1 |
| 1997 | Division 1 Norra           | 9     | |
| 1998 | Division 1 Norra           | 5     | |
| 1999 | Division 1 Norra           | 2     | Прошли в Superettan |
| 2000 | Superettan                 | 11    | |
| 2001 | Superettan                 | 13    | |
| 2002 | Superettan                 | 5     | |
| 2003 | Superettan                 | 10    | |
| 2004 | Superettan                 | 3     | Проиграли стыковые матчи, но прошли в Allsvenskan вместо выбывшего по финансовым причинам клуба                                                                                   |
| 2005 | Allsvenskan                | 14    | Выбыли в Superettan |
| 2006 | Superettan                 | 13    | Играли стыковые матчи с клубом Bunkeflo IF за право остаться в Superettan. Обе встречи завершились вничью (0:0б 1:1), но команда проиграла из-за гола, пропущенного на своем поле |
| 2007 | Division 1 Norra           | 1     | Прошли в Superettan |
| 2008 | Superettan                 | 4     | |
| 2009 | Superettan                 | 3     | Играли стыковые матчи c клубом Djurgården за выход в Allsvenskan. Проиграли в дополнительное время второго матча (2:0, 0:3)                                                       |
| 2010 | Superettan                 | 4     | |
| 2011 | Superettan                 | 9     | |
| 2012 | Superettan                 | 8     | |
| 2013 | Superettan                 | 8     | |
| 2014 | Superettan                 | 14    | Играли стыковые матчи с командой Örgryte IS за право остаться в Superettan. Обе встречи завершились вничью (1:1, 0:0), но команда выиграла из-за гола, забитого в гостях          |
| 2015 | Superettan                 | 4     | |
| 2016 | Superettan                 | 14    | Выбыли в Division 1 |
| 2017 | Division 1 Norra           | 9     | |
| 2018 | Division 1 Norra           | 15    | Выбыли в Division 2 |
| 2019 | Division 2 Södra Svealand  | 3     | |
| 2020 | Division 2 Södra Svealand  | 1     | Прошли в Division 1 |
| 2021 | Division 1 Norra           | 14    | Выбыли в Division 2 |

Среди болельщиков команды не только жители Швеции, но и тысячи ассирийцев по всему миру. Весной 2006 года фильм Нури Кино и Эрика Сандберга «Ассириска: национальная команда без страны» выиграл главный приз 6-го международного кинофестиваля в Беверли-Хиллз.

## Игроки национальных сборных, выступавшие за клуб
- Кеннеди Бакирчиоглу
- Каспар Горкш
- Алушпа Брева
- Филипп Войтехович